# Keizerskroon (bier)
Keizerskroon is een Nederlands biermerk, dat wordt verkocht door de Sligro Food Group.
Keizerskroon is verkrijgbaar in de biersoorten pilsener, witbier en oud bruin. De productie van pilsener vindt zowel plaats bij de brouwerij Gulpener als bij Brouwerij Bavaria. De andere twee varianten alleen bij Gulpener. Het motto van het merk luidt: Koninklijk genieten.